# Đường cao tốc Hà Nội – Hải Phòng
Đường cao tốc Hà Nội – Hải Phòng (ký hiệu toàn tuyến là CT.04, hay còn gọi là Quốc lộ 5B) là một đoạn đường cao tốc thuộc hệ thống đường cao tốc Việt Nam tại miền Bắc Việt Nam, tuyến đường cao tốc này là một phần của tuyến đường Xuyên Á (AH14).

## Vị trí
Đây là dự án đường ô tô cao tốc loại A dài 105,5 km từ thủ đô Hà Nội đi qua tỉnh Hưng Yên và tới thành phố cảng Hải Phòng. Điểm đầu của tuyến cao tốc này là nút giao với đường Cổ Linh và đường vành đai 3 thuộc địa phận phường Thạch Bàn, quận Long Biên, thành phố Hà Nội. Điểm cuối là nút giao với đường tỉnh 356 (Quốc lộ 5) thuộc địa phận của phường Đông Hải 1, quận Hải An, thành phố Hải Phòng và kết nối với cầu Bạch Đằng thuộc tuyến đường cao tốc Hải Phòng – Hạ Long và cảng Đình Vũ (phường Đông Hải 2, quận Hải An, thành phố Hải Phòng). Phần qua Hà Nội dài 6 km, phần qua Hưng Yên dài 26 km và phần qua Hải Phòng dài 73 km.

## Thiết kế
Toàn tuyến có chiều rộng mặt cắt ngang bình quân 100 m, mặt đường rộng từ 32,5 đến 35 m với sáu làn xe chạy theo tốc độ thiết kế lên tới 120 km/h, hai làn dừng xe khẩn cấp, dải phân cách cứng ở giữa, dải cây xanh hai bên cùng với một số đường gom ở những chỗ cần thiết. Các loại xe ô tô có tốc độ thiết kế dưới 70 km/giờ, xe máy, xe thô sơ và người đi bộ không được đi vào đường này, ô tô có tốc độ thiết kế dưới 80 km/giờ chỉ được đi ở làn bên phải ngoài cùng, toàn tuyến có 15 điểm giao cắt với các quốc lộ thì đều là nút giao khác mức, ngoài ra còn có 9 cầu vượt lớn, 21 cầu vượt loại trung, 22 cầu vượt và cống chui đường dân sinh.
Theo thiết kế này, các loại xe ô tô, đặc biệt các xe container siêu trường, siêu trọng có thể chạy thẳng luồng tới cảng biển lớn nhất Vùng kinh tế trọng điểm Bắc Bộ. Tổng chi phí giao thông của các phương tiện, nhất là hao phí thời gian sẽ giảm mạnh.

## Xây dựng
Theo "Quyết định số 1621/QĐ–TTg của Thủ tướng Chính phủ về một số cơ chế, chính sách thí điểm đầu tư Dự án Đường ô tô cao tốc Hà Nội – Hải Phòng" thì Tổng công ty Phát triển hạ tầng và đầu tư tài chính Việt Nam (VIDIFI) là chủ đầu tư dự án này theo hình thức hợp đồng BOT. Tổng công ty Phát triển hạ tầng và Đầu tư tài chính Việt Nam có vốn điều lệ 5.000 tỷ đồng trong đó Ngân hàng Phát triển Việt Nam (VDB) nắm giữ 51%.
Đây là công trình trọng điểm quốc gia, nhưng là vốn huy động trong xã hội (vay vốn nước ngoài),và lấy các công trình xung quanh dự án để thu hồi vốn: Các khu công nghiệp, khu đô thị. Khi hoàn thành đưa vào sử dụng thì tổ chức thu phí để hoàn vốn trong khoảng 35 năm, sau đó giao lại Nhà nước quản lý. Đây là đường cao tốc đầu tiên của Việt Nam xây dựng theo tiêu chuẩn quốc tế.
Quyết định 1621/QĐ–TTg của Thủ tướng Chính phủ đã giao chính quyền các tỉnh, thành phố Hà Nội, Hải Phòng, Hải Dương, Hưng Yên làm chủ đầu tư thực hiện tiểu dự án giải phóng mặt bằng, tái định cư theo chỉ đạo của Thủ tướng Chính phủ tại Văn bản số 1665/TTg–CN ngày 17 tháng 10 năm 2006.
Ngày 2 tháng 2 năm 2009, công việc thi công tuyến đường được đồng loạt khởi công tại Hà Nội, Hưng Yên, Hải Dương, Hải Phòng.
Ngày 5 tháng 12 năm 2015, toàn bộ tuyến đường cao tốc Hà Nội – Hải Phòng đã được thông xe toàn tuyến.

## Chi tiết tuyến đường

Bảng thông tin tốc độ cao tốc

### Làn xe
- 6 làn xe và 2 làn dừng khẩn cấp

### Chiều dài
- Toàn tuyến: 105,5 km

### Tốc độ giới hạn
- Tối đa: 120 km/h, tối thiểu: 60 km/h
  - Làn ngoài cùng: Tối đa: 120 km/h, tối thiểu: 90 km/h, cấm xe tải
  - Làn giữa: Tối đa: 120 km/h, tối thiểu: 80 km/h
  - Làn trong cùng: Tối đa: 100 km/h, tối thiểu: 60 km/h

### Cầu trên tuyến:
- 9 cầu vượt lớn, 21 cầu vượt loại trung, 22 cầu vượt và cống chui đường dân sinh.

## Lộ trình chi tiết
- IC – Nút giao, JCT – Điểm lên xuống, SA – Khu vực dịch vụ (Trạm dừng nghỉ), TN – Hầm đường bộ, TG – Trạm thu phí, BR – Cầu
- Đơn vị đo khoảng cách là km.

| Số                                       | Tên                                 | Khoảng cách từ đầu tuyến            | Kết nối                                                        | Ghi chú                                           | Vị trí                              | Vị trí                                    |
| Kết nối trực tiếp với Đường Cổ Linh      | Kết nối trực tiếp với Đường Cổ Linh | Kết nối trực tiếp với Đường Cổ Linh | Kết nối trực tiếp với Đường Cổ Linh                            | Kết nối trực tiếp với Đường Cổ Linh               | Kết nối trực tiếp với Đường Cổ Linh | Kết nối trực tiếp với Đường Cổ Linh       |
| ---------------------------------------- | ----------------------------------- | ----------------------------------- | -------------------------------------------------------------- | ------------------------------------------------- | ----------------------------------- | ----------------------------------------- |
| 1                                        | IC Cổ Linh                          | 0.0                                 | Đường cao tốc Hà Nội – Bắc Giang ( Quốc lộ 1) Đường vành đai 3 | Đầu tuyến đường cao tốc                           | Hà Nội                              | Ranh giới Long Biên – Bát Tràng – Gia Lâm |
| 2                                        | JCT Vin City                        | 4.0                                 | Đường Nguyễn Quý Trị Đường trục Vinhomes Ocean Park            | Chỉ ra hướng đi Hà Nội Chỉ vào hướng đi Hải Phòng | Hà Nội                              | Ranh giới Bát Tràng – Gia Lâm             |
| BR                                       | Cầu B-01                            | ↓                                   |                                                                | Vượt sông đào Bắc Hưng Hải                        | Ranh giới Hà Nội – Hưng Yên         | Ranh giới Hà Nội – Hưng Yên               |
| 3                                        | JCT Văn Giang                       | 11.0                                | Đường Tô Quyền                                                 |                                                   | Hưng Yên                            | Văn Giang                                 |
| TG                                       | Trạm thu phí cao tốc (Hà Nội)       | 12.7                                |                                                                |                                                   | Hưng Yên                            | Văn Giang                                 |
| 4                                        | IC CT.38                            |                                     | Đường vành đai 4 (Hà Nội)                                      | Đang thi công                                     | Hưng Yên                            | Văn Giang                                 |
| 5                                        | IC Yên Mỹ                           | 21.0                                | Đường cao tốc Chợ Bến – Yên Mỹ Quốc lộ 39                      |                                                   | Hưng Yên                            | Yên Mỹ                                    |
| SA                                       | Trạm dừng nghỉ V23 Hưng Yên         | 24.3                                |                                                                |                                                   | Hưng Yên                            | Yên Mỹ                                    |
| 6                                        | IC Tân Phúc - Bãi Sậy               | 31.1                                | Quốc lộ 38                                                     |                                                   | Hưng Yên                            | Ân Thi                                    |
| BR                                       | Cầu Bãi Sậy                         | ↓                                   |                                                                |                                                   | Ranh giới Hưng Yên – Hải Phòng      | Ranh giới Hưng Yên – Hải Phòng            |
| 7                                        | IC Bình Giang                       | 39.9                                | Đường tỉnh 392                                                 |                                                   | Hải Phòng                           | Đường An                                  |
| BR                                       | Cầu Ô Xuyên                         | ↓                                   |                                                                | Vượt sông đào Bắc Hưng Hải                        | Hải Phòng                           | Yết Kiêu                                  |
| 8                                        | IC Gia Lộc                          | 49.0                                | Quốc lộ 38B                                                    |                                                   | Hải Phòng                           | Gia Lộc                                   |
| SA                                       | Trạm dừng nghỉ V52 Hải Dương        | 53.0                                |                                                                |                                                   | Hải Phòng                           | Gia Phúc                                  |
| 9                                        | IC Thanh Hà                         |                                     | Đường tỉnh 390                                                 | Đang thi công                                     | Hải Phòng                           | Hà Đông                                   |
| BR                                       | Cầu Thái Bình                       | ↓                                   |                                                                | Vượt sông Thái Bình                               | Hải Phòng                           | Ranh giới Hà Đông – An Quang              |
| 10                                       | IC An Lão                           | 74.0                                | Quốc lộ 10                                                     |                                                   | Hải Phòng                           | An Quang                                  |
| SA                                       | Trạm dừng nghỉ V77 Hải Phòng        | 76.6                                |                                                                |                                                   | Hải Phòng                           | An Quang                                  |
| 11                                       | IC CT.08                            |                                     | Đường cao tốc Ninh Bình – Hải Phòng                            | Chưa thi công                                     | Hải Phòng                           | Dương Kinh                                |
| TG                                       | Trạm thu phí cao tốc (Hải Phòng)    | 94.6                                |                                                                |                                                   | Hải Phòng                           | Dương Kinh                                |
| 12                                       | IC Dương Kinh                       | 95.0                                | Đường tỉnh 353                                                 | Trạm thu phí đường cao tốc Hà Nội – Hải Phòng     | Hải Phòng                           | Dương Kinh                                |
| BR                                       | Cầu Lạch Tray                       | ↓                                   |                                                                | Vượt sông Lạch Tray                               | Hải Phòng                           | Ranh giới Dương Kinh – Hải An             |
| 13                                       | IC Tràng Cát                        | 98.7                                | Đường Tân Vũ - Lạch Huyện                                      |                                                   | Hải Phòng                           | Hải An                                    |
| 14                                       | IC Cầu Bạch Đằng                    | 104                                 | Đường cao tốc Hải Phòng – Hạ Long – Vân Đồn – Móng Cái         |                                                   | Hải Phòng                           | Đông Hải                                  |
| 15                                       | IC Đình Vũ                          | 105                                 | Quốc lộ 5 Đường tỉnh 356                                       | Cuối tuyến đường cao tốc                          | Hải Phòng                           | Đông Hải                                  |
| 1.000 mi = 1.609 km; 1.000 km = 0.621 mi |                                     |                                     |                                                                |                                                   |                                     |                                           |